# Craterastrea levis
Craterastrea levis is een rifkoralensoort uit de familie van de Coscinaraeidae. De wetenschappelijke naam van de soort is voor het eerst geldig gepubliceerd in 1983 door Head.